# والتر پوهل
والتر پول (زاده ۲۷ دسامبر سال ۱۹۵۳، در وین) مورخ اتریشی است. حوزه تخصص او سابقه دوره مهاجرت و قرون وسطای آغازین است. او عضو پیشرو در مدرسه تاریخ وین است .

## زندگی‌نامه
پوهل مدیر مؤسسه für Mittelalterforschung (مؤسسه تحقیقات قرون وسطی) فرهنگستان علوم اتریش و همچنین استاد دانشگاه تاریخ قرون وسطی و علوم تاریخی در دانشکده تاریخی-فرهنگی-علمی در دانشگاه وین است. در سال ۲۰۰۴ به وی ویتگنشتاین پرایس تعلق گرفت. از تابستان ۲۰۰۲ وی نماینده اتریش در کمیته علوم انسانی بنیاد علوم اروپا (ESF) و همچنین عضو نمایندگان در مجمع عمومی صندوق بین‌المللی پول بوده‌است.